# Schleifwagen

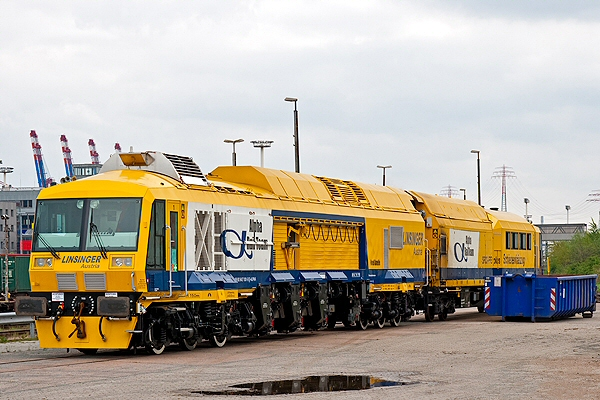
Eine moderne Schienenfräse, die Linsinger SF03-FFS plus

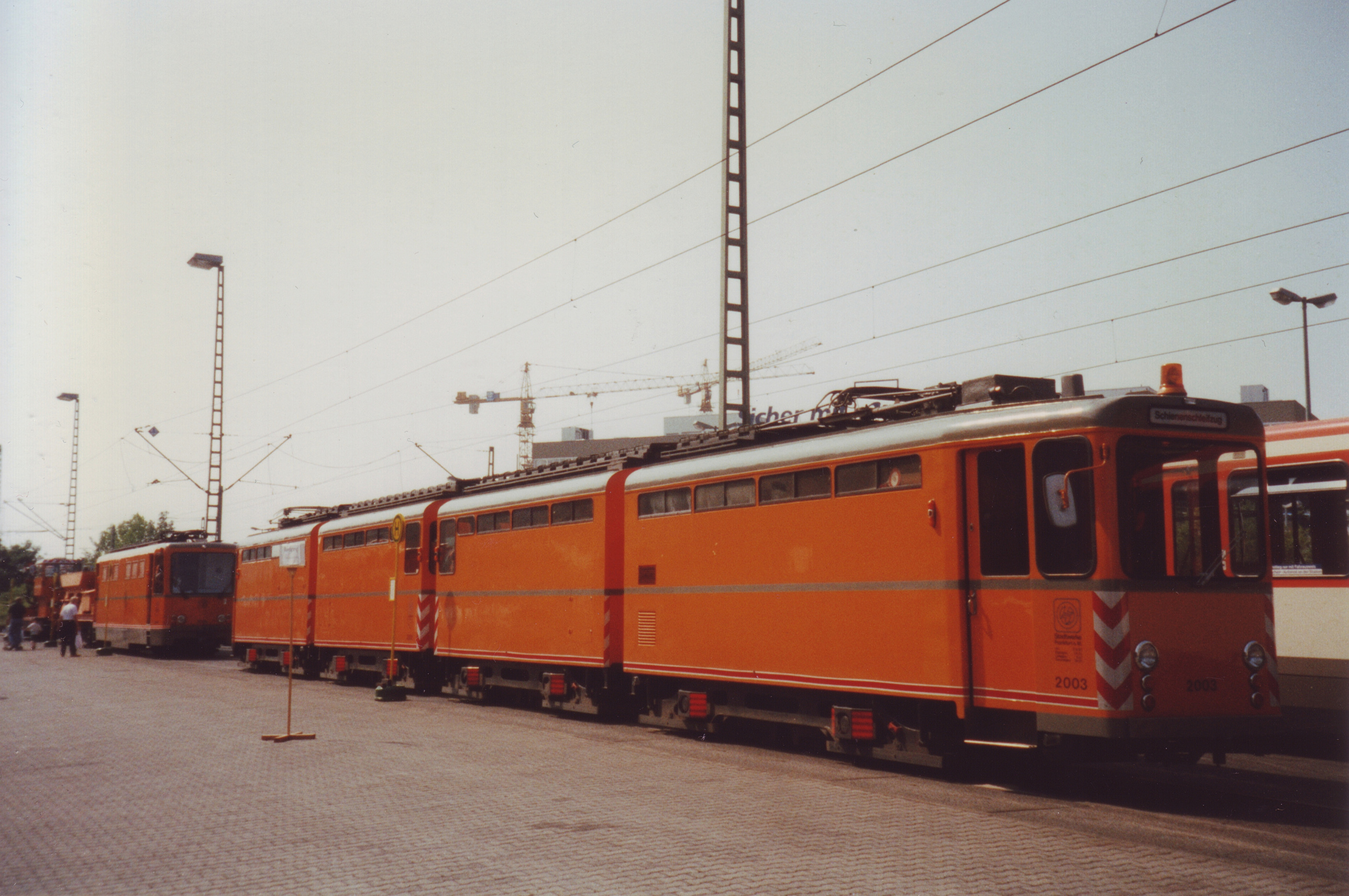
Schienenschleifzug der Straßenbahn Frankfurt am Main

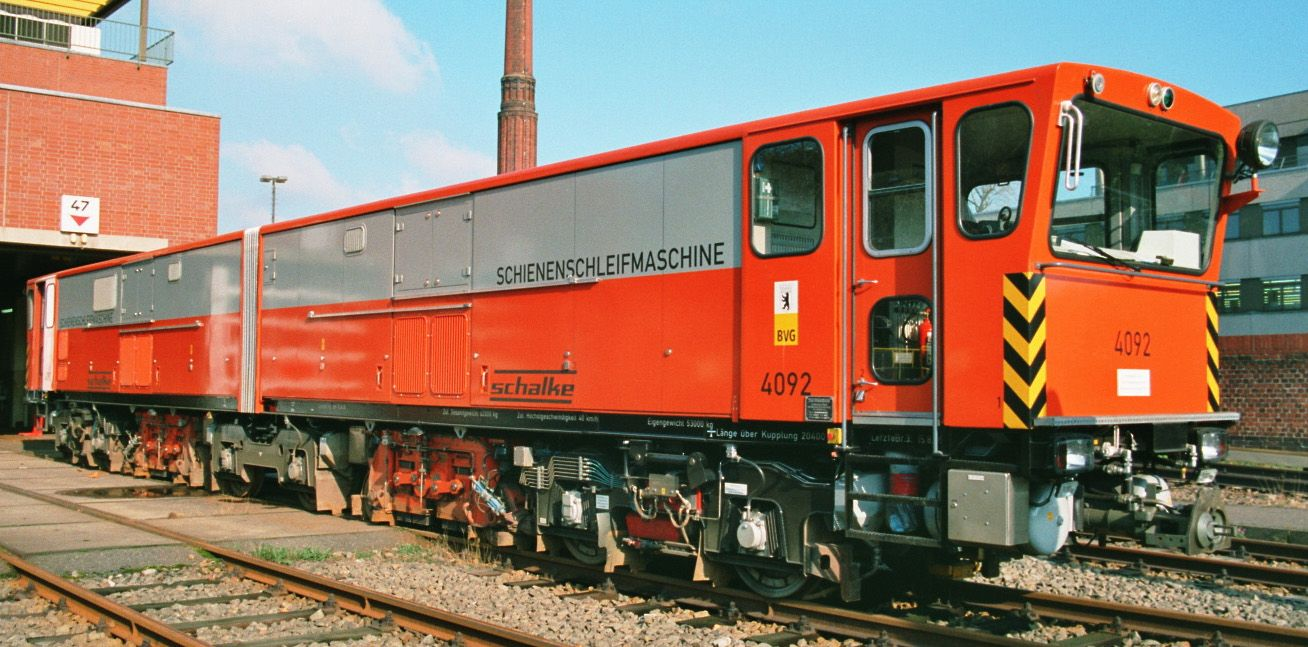
Schienenschleifmaschine bei der U-Bahn der BVG

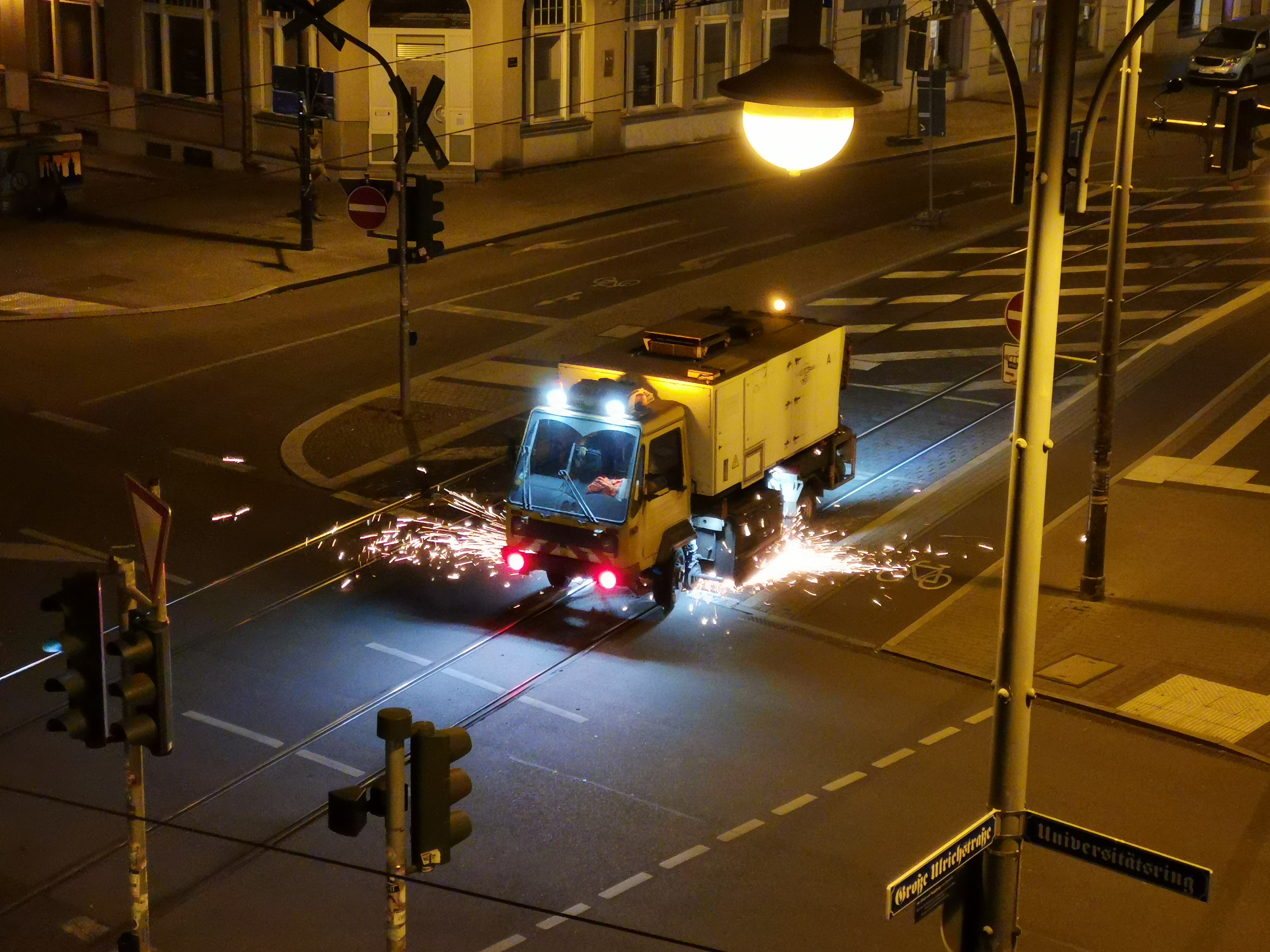
Zweiwegefahrzeug zum Schienenschleifen bei der Halleschen Verkehrs-AG (HAVAG) im nächtlichen Einsatz

Ein Schleifwagen, auch Schienenschleifwagen oder Schmierwagen, ist ein bei Eisen- und Straßenbahnen eingesetztes Schienenfahrzeug, das Oberflächenfehler auf Schienenköpfen beseitigt.
Man unterscheidet zwischen Schleifwagen mit (Schleiftriebwagen, Schleifzug) und ohne eigenem Antrieb (Schleifwagen, bei Straßenbahnen auch Schleifloren). Bei Straßenbahnen gehören sie zu den Arbeitswagen, bei Eisenbahnen zu den Nebenfahrzeugen.
Hohe Zugbelastungen, hohe Geschwindigkeiten bei Reise- und Güterzügen sowie große Achslasten führen zu einer starken Beanspruchung des Oberbaues. Diese Beanspruchungen führen zu einem hohen Materialverschleiß, der sich im Längs- und Querprofil der Schienen durch Fahrflächenfehler auswirkt. Diese Fahrflächenfehler sind Gründe für die Ermüdung des Stahls, Verminderung der Verspannung der Befestigungselemente, stärkere Beanspruchung der Schwellenauflageflächen, Zerstörung des Schottergefüges, Beeinträchtigung des Fahrkomforts, Verschleiß am rollenden Material und hohe Geräuschentwicklung. Daher ist es erforderlich, die Schienenköpfe in regelmäßigen Abständen abzuschleifen.

## Oberflächenfehler

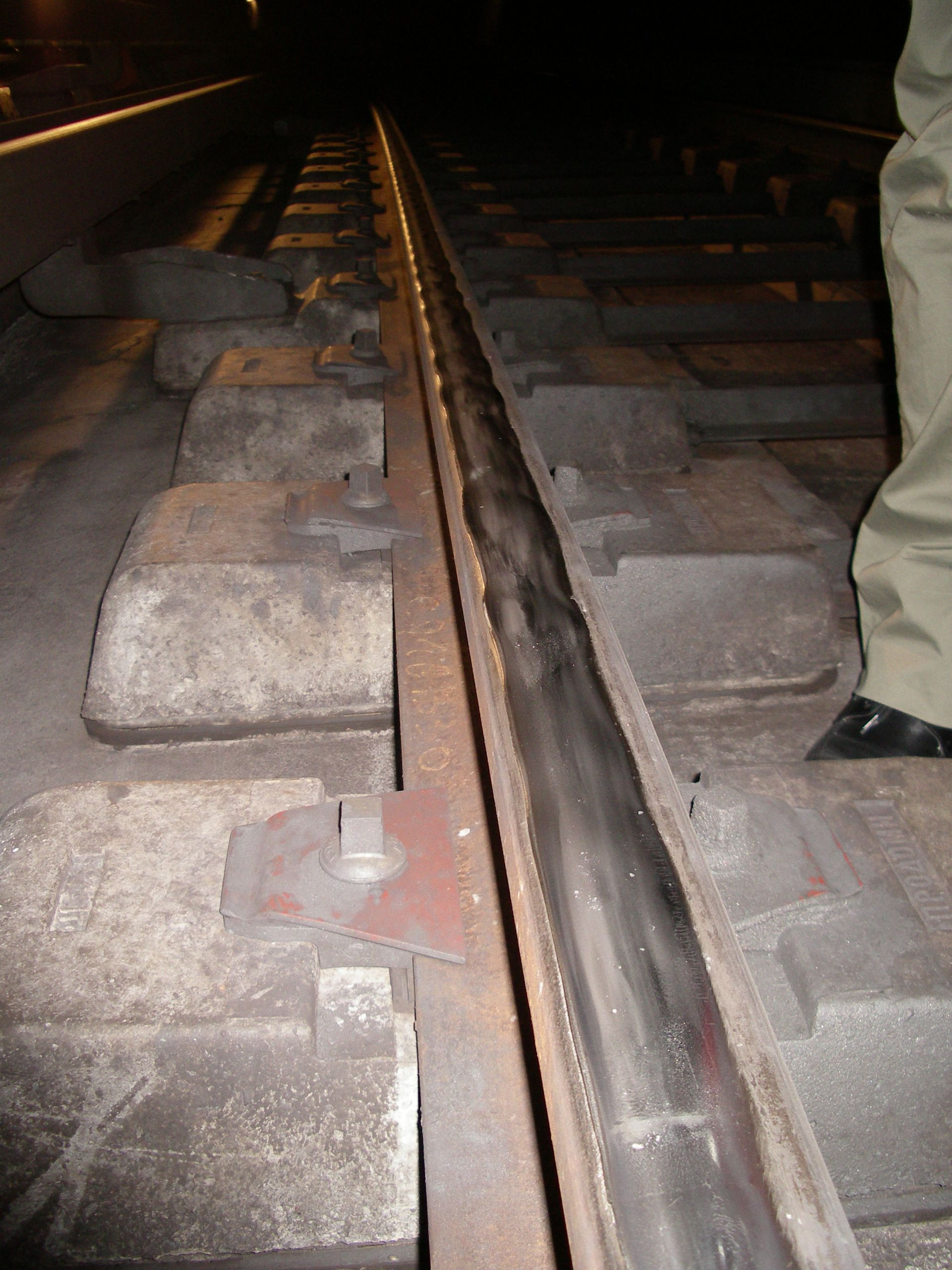
Kurze Wellen
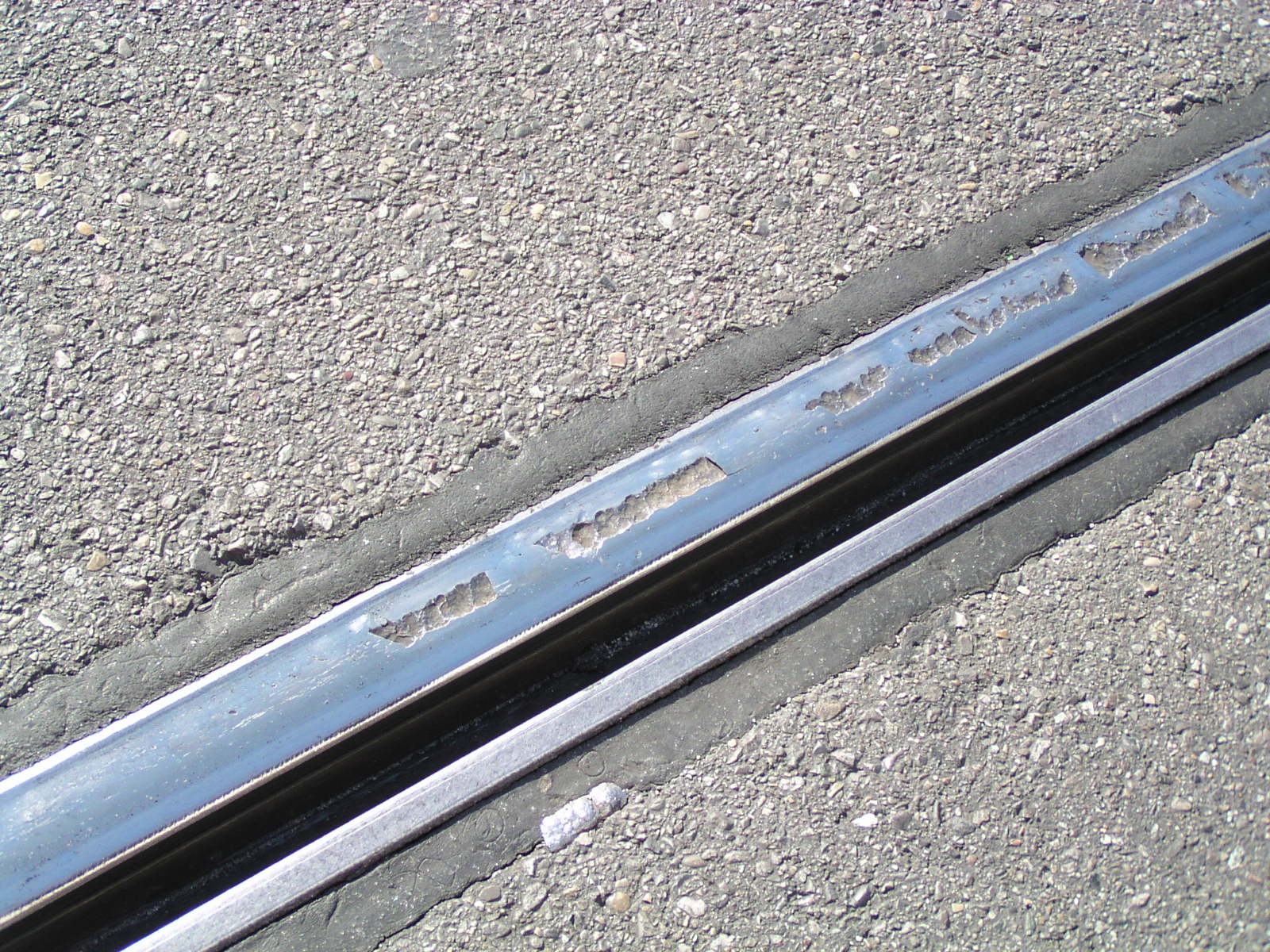
Ausbröckelung

Um Schäden an der Schienenoberfläche festzustellen, ist eine Schienenoberflächenmessung notwendig, die folgende Fehler erfasst:

### Riffeln
Riffeln sind regelmäßige, periodische Unebenheiten auf der Schienenfahrfläche mit Längen von 3 cm bis 10 cm und einer Tiefe von bis zu 0,4 mm.

### Kurze Wellen
Kurze Wellen (z. B. Schlupfwellen) sind regelmäßige, periodische Unebenheiten auf der Schienenfahrfläche mit Längen von 3 cm bis 30 cm. Die Tiefen der Wellentäler können bis zu 2 mm betragen.

### Lange Wellen
Lange Wellen sind unregelmäßige Unebenheiten auf der Schienenfahrfläche mit Längen von 30 cm bis 100 cm. Die Tiefen der Wellentäler können bis zu 1,5 mm betragen.

### Sonstige Fehler
Zu den sonstigen Fehlern zählen Übergratungen, Schleuderstellen, Ausbrüche, Abblätterungen, Ausbröckelungen und fehlerhafte Schweißstöße.

## Schleifarten

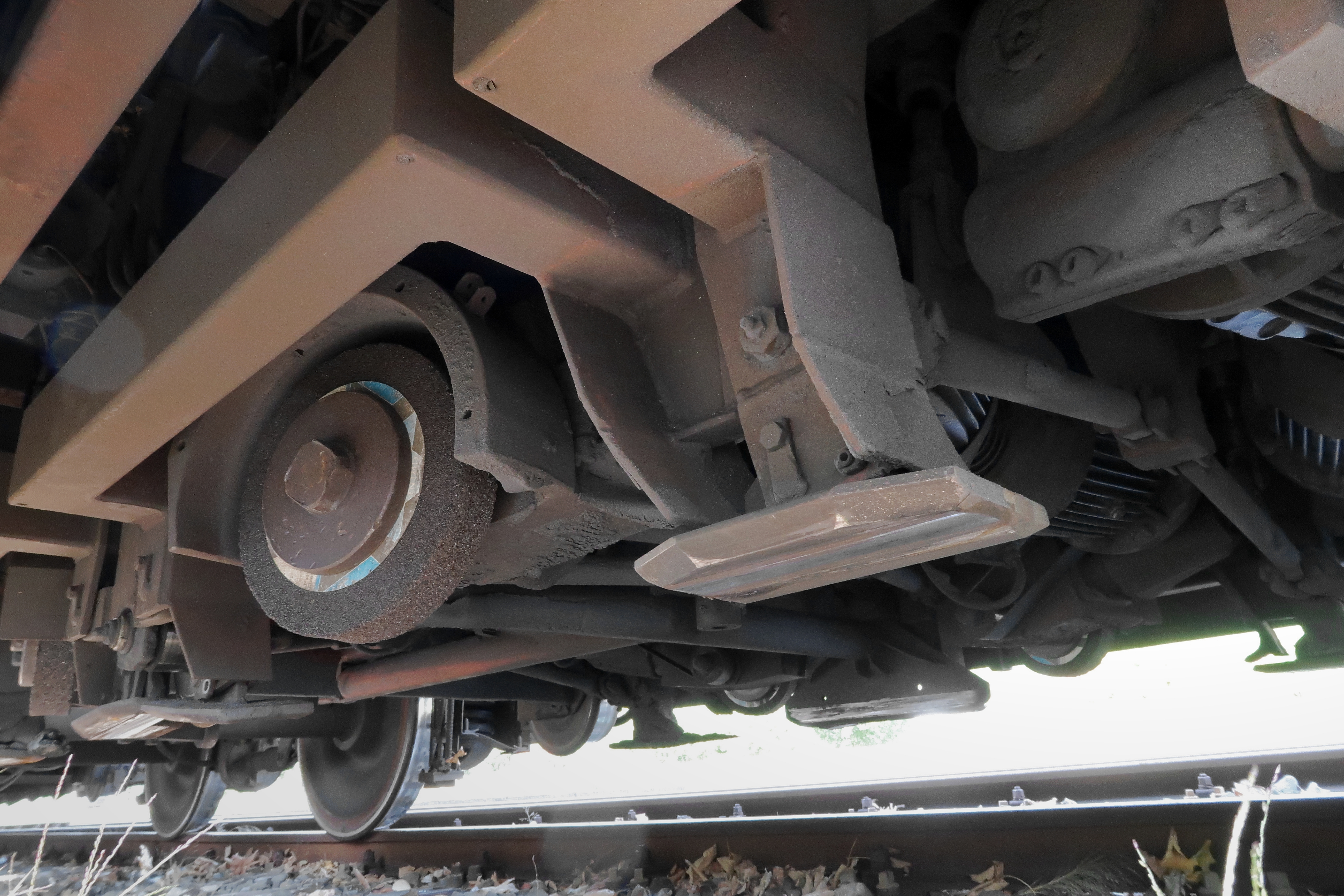
Schleifeinrichtung

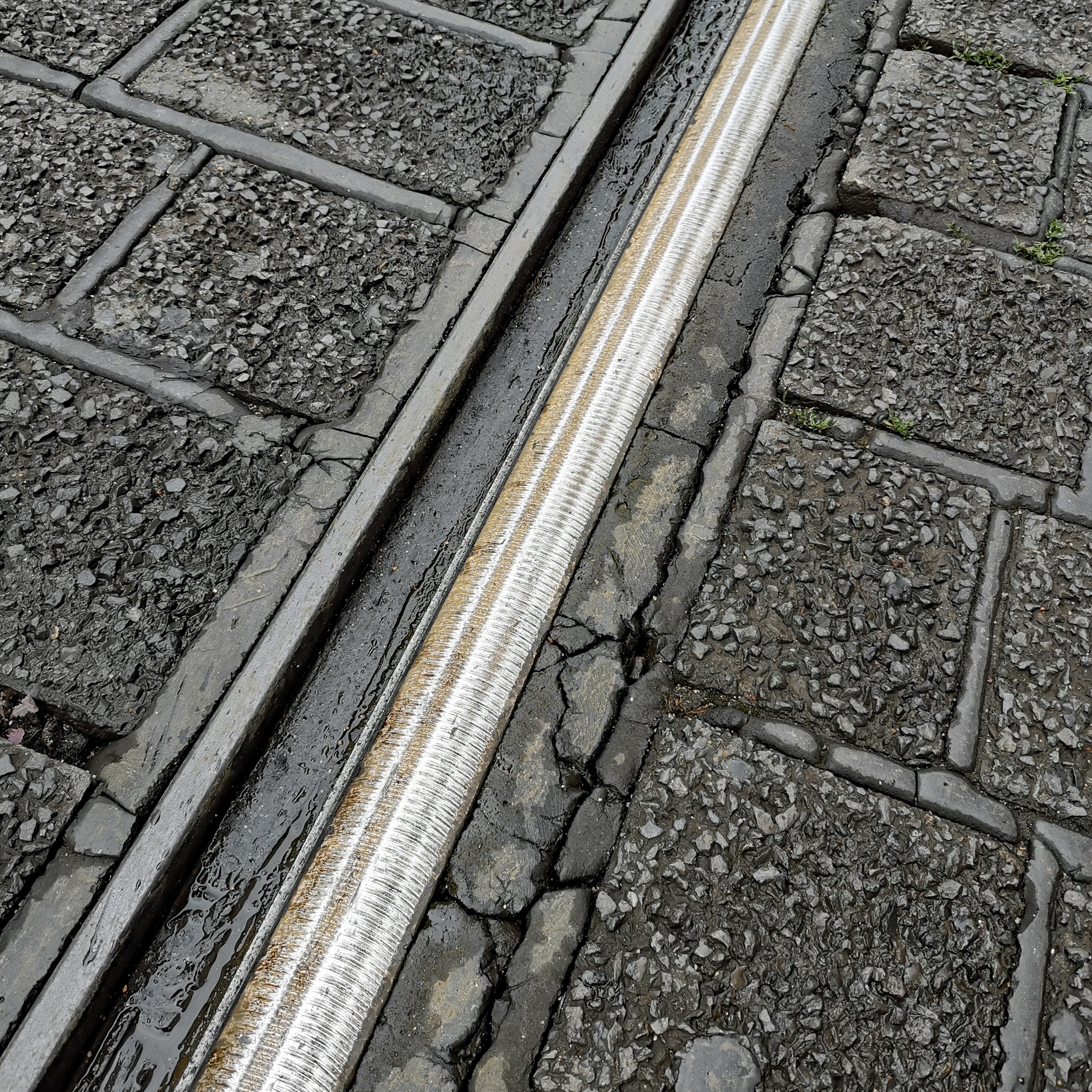
Geschliffene Straßenbahnschiene

### Neuschienenschleifen
Neuschienenschleifen, auch Neulagenschleifen, erfolgt bei Neubaustrecken vor der Inbetriebnahme, oder nach dem Auswechseln von Schienen im Unterhalt auf bestehenden Strecken. Es dient zur Bearbeitung der Schweißstöße, der Entfernung der Walzhaut (der randentkohlten Schicht), und zur Beseitigung von etwaigen Oberflächenschäden aus dem Einbau der Schienen.

### Zyklisches Schleifen
Zyklisches Schleifen, auch präventives Schleifen, beseitigt Ermüdungserscheinungen an der Fahrfläche frühzeitig und lässt Oberflächenfehler unerwünschter Größe erst gar nicht entstehen.

### Reprofilieren
Wiederherstellen der ursprünglichen Profilform zur Bewahrung einer gewünschten Lauf- und Verschleißqualität. Darunter fällt auch das Herstellen von Sonderprofilen für die Erweiterung der Spur (Spurweitenschleifen) oder die Herstellung sogenannter „asymmetrischen Profile“ im Bogen, um die Bogenlaufeigenschaften der Fahrzeuge zu unterstützen und die hohen Kräfte auf die Schiene zu reduzieren.

### Akustisches Schleifen
Schleifen mit besonders strengen Vorgaben betreffend die Rauheit der Oberfläche. Dies wird entweder mit oszillierenden Schleiftöpfen oder mit Rutschersteinen realisiert.

### Hochgeschwindigkeitsschleifen
Schleifverfahren, das im normalen Bahnverkehr durchgeführt werden kann, ohne Sperrung des Gleises für reguläre Züge.

## Straßenbahnschleifwagen

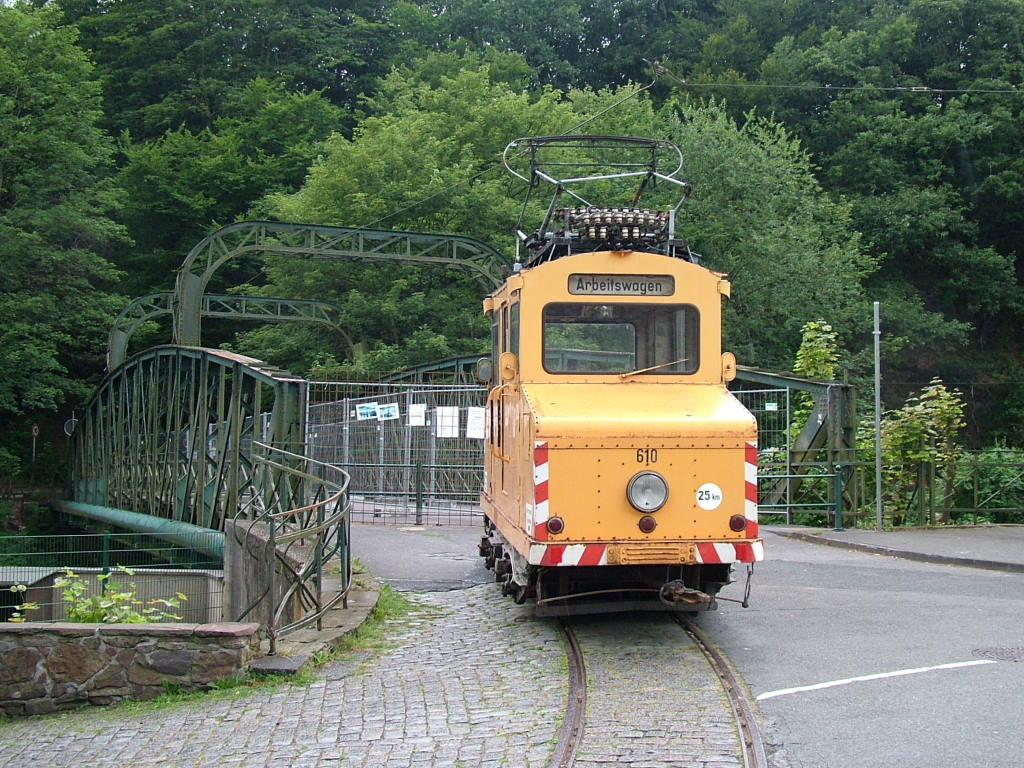
1950 gebaute Schleiflokomotive der Bogestra beim Bergischen Straßenbahnmuseum in Wuppertal

Im normalen Bahnbetrieb werden die Schienen besonders durch den Laubfall im Herbst, aber auch ganzjährig durch äußere Einflüsse wie Bremssand und Streugut verunreinigt. Dies ist bei Straßenbahnen ein häufiges und betriebsrelevantes Problem, da die Verunreinigungen zum einen das Bremsverhalten und zum anderen den Stromfluss durch die als Rückleitung genutzten Schienen beeinträchtigen. Aus diesem Grund werden teilweise Schleifwagen eingesetzt, die diese Unebenheiten und Verunreinigungen beseitigen. Diese sind mit anheb- und absenkbaren Schleifklötzen ausgestattet, die über die Schienen gezogen werden, um so die Unebenheiten abzuschleifen.
Viele Straßenbahn-Schleifwagen entstanden in den Werkstätten der Verkehrsbetriebe durch Umbauten ausgemusterter Fahrzeuge, jedoch gibt es auch Firmen, die spezielle Schleifwagen bauen. Ein bekannterer Hersteller war in den 1920er und 1930er Jahren das Unternehmen Schörling Waggonbau aus Hannover, heute ist hier vor allem die Firma Windhoff zu nennen. Eine beliebte Bauform waren dabei Elektrolokomotiven mit Mittelführerstand, hierbei konnten die Wassertanks in den Vorbauten untergebracht werden. Ein Beispiel hierfür sind die vier 1960 gebauten Schleifwagen der Straßenbahn Bukarest in der rumänischen Hauptstadt.